# از تو می‌خوانم
از تو می‌خوانم: نامه‌ای به دخترانم (به انگلیسی: Of Thee I Sing: A Letter to My Daughters) نام کتابی است که باراک اوباما، رئیس جمهوری ایالات متحده برای کودکان نوشته‌است. باراک اوباما نوشتن این کتاب را در سال ۲۰۰۸ و پیش از تصدی مقام ریاست‌جمهوری به اتمام رسانده بود. تصویرگر این کتاب لورن لانگ است.
رئیس جمهوری آمریکا این کتاب را در قالب نامه‌ای به دو دخترش و برای کودکان سه سال به بالا نوشته‌است.
ناشر کتاب از تو می‌خوانم محتوای این کتاب را «یک قدردانی پراحساس از سیزده آمریکایی پیشگام و همچنین قدردانی نسبت به اندیشه‌هایی که ملت ما را شکل داده‌اند» توصیف کرده‌است. در این کتاب از شخصیت‌هایی چون آبراهام لینکلن، نیل آرمسترانگ، مارتین لوتر کینگ و حتی گاو نشسته سپاسگزاری شده‌است.
ستایش اوباما از «گاو نشسته»، بزرگ قبیله سرخ‌پوستی سو که در نبرد معروف لیتل بیگ هورن، جرج آرمسترانگ کاستر، ژنرال آمریکایی را کشت با اعتراض راست‌گرایان آمریکایی روبه‌رو شده‌است.
سود حاصل از فروش این کتاب قرار است به یک صندوق بورسیه تحصیلی برای فرزندان سربازان کشته‌شده و معلول‌شده آمریکایی اهدا شود.